# Оскар Муньйос
Оскар Муньйос  (ісп. Oscar Muñoz, 9 травня 1993) — колумбійський тхеквондист, олімпійський медаліст.

## Виступи на Олімпіадах
| Олімпіада   | Дисципліна | Місце |
| ----------- | ---------- | ----- |
| Лондон 2012 | до 58 кг   | 3T    |